# Diocesi di Rieti

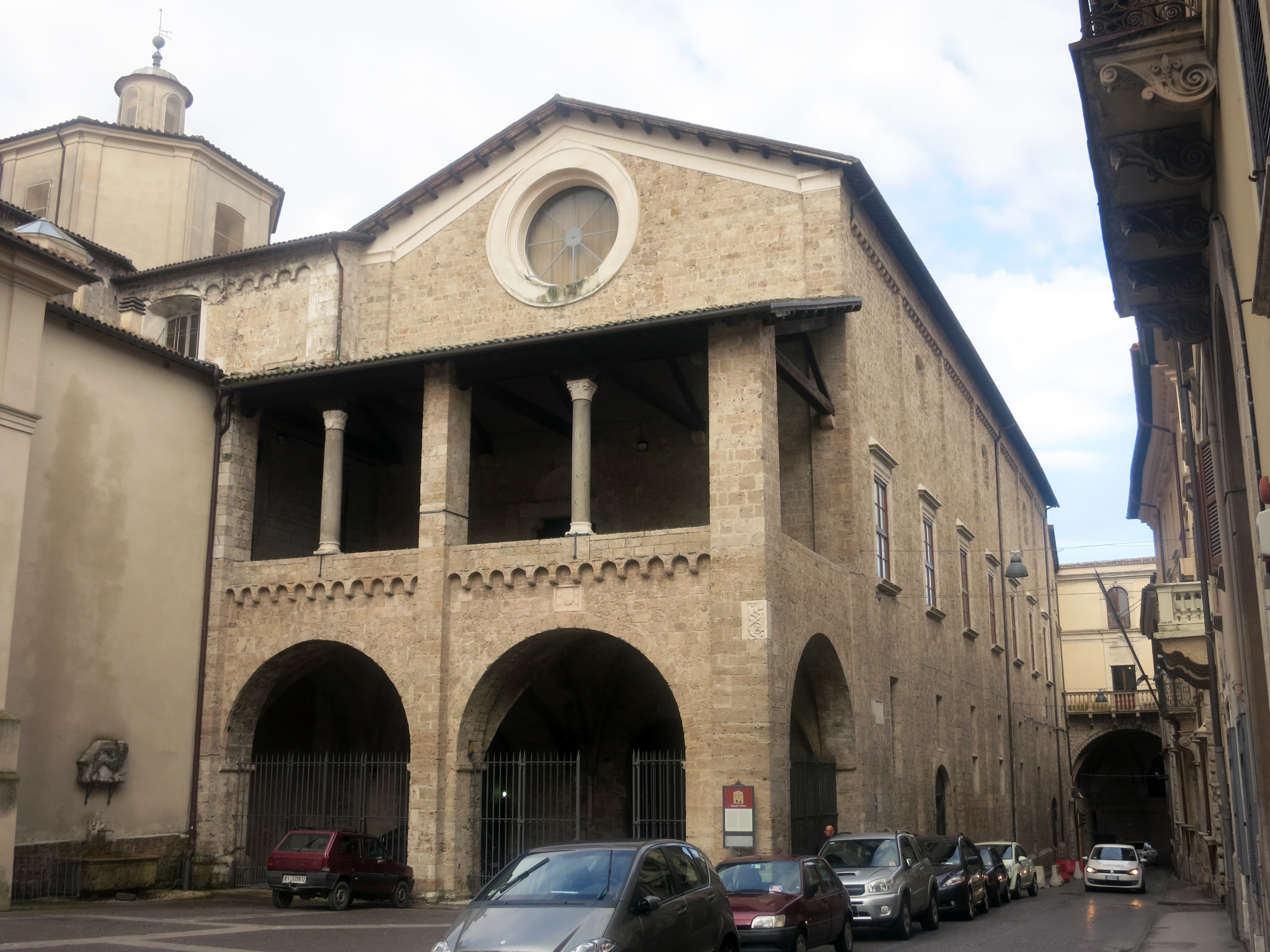
L'esterno del palazzo vescovile di Rieti; al suo interno è ospitato il museo diocesano.

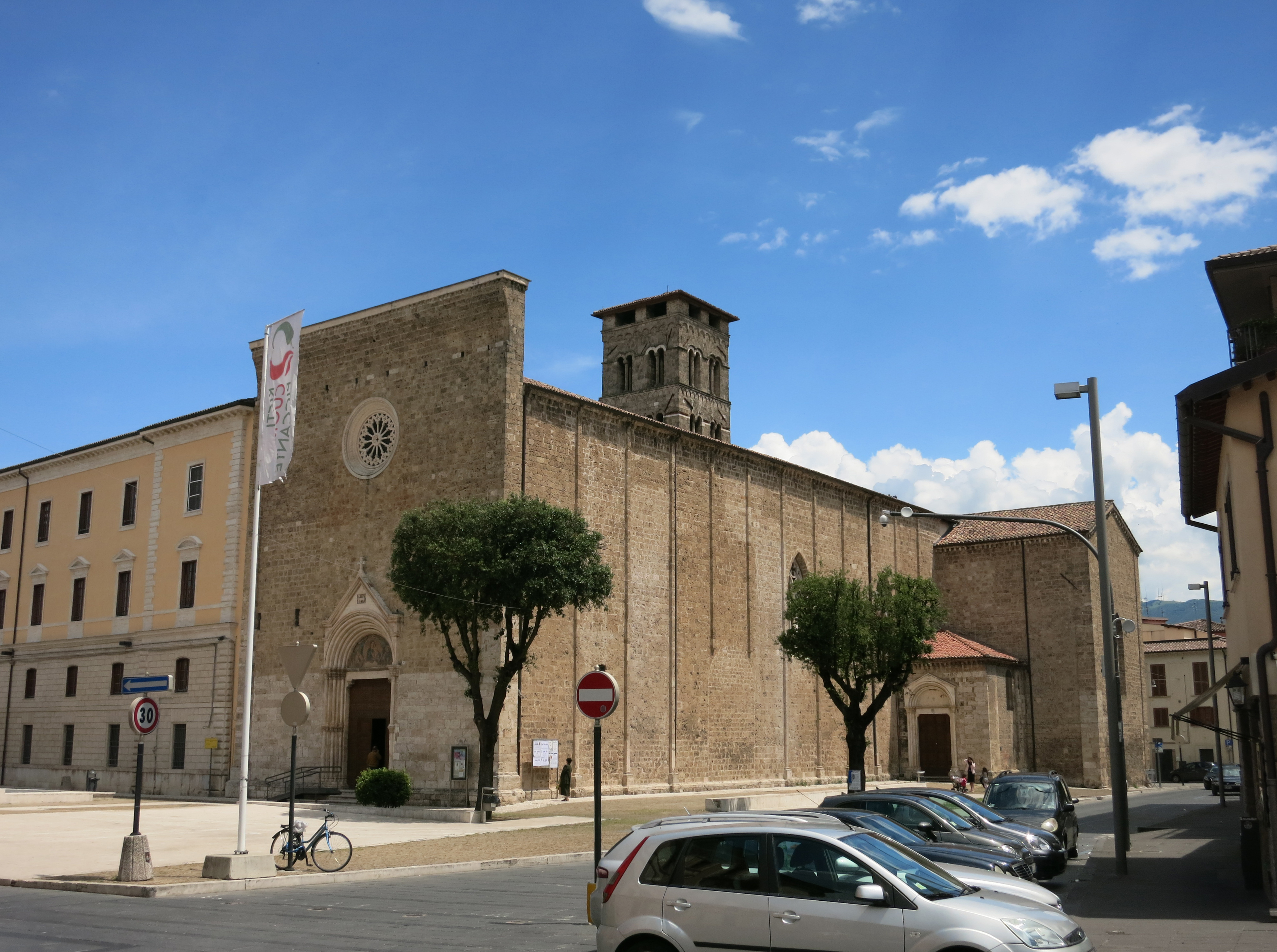
La basilica minore di Sant'Agostino (XIII secolo).

La diocesi di Rieti (in latino Dioecesis Reatina) è una sede della Chiesa cattolica in Italia immediatamente soggetta alla Santa Sede appartenente alla regione ecclesiastica Lazio. Nel 2022 contava 89.600 battezzati su 94.700 abitanti. È retta dal vescovo Vito Piccinonna.
Alla diocesi reatina è unito il titolo abbaziale di San Salvatore Maggiore (Sancti Salvatoris Maioris).

## Territorio
La diocesi comprende 41 comuni della provincia di Rieti: Accumoli, Amatrice, Antrodoco, Ascrea, Belmonte in Sabina, Borbona, Borgo Velino, Borgorose, Cantalice, Castel di Tora, Castel Sant'Angelo, Cittaducale, Cittareale, Collalto Sabino, Colle di Tora, Collegiove, Colli sul Velino, Concerviano, Contigliano, Fiamignano, Greccio, Labro, Leonessa, Longone Sabino, Marcetelli, Micigliano, Monte San Giovanni in Sabina, Monteleone Sabino (eccetto la frazione di Ginestra Sabina che appartiene alla sede suburbicaria di Sabina-Poggio Mirteto), Morro Reatino, Nespolo, Paganico, Pescorocchiano, Petrella Salto, Poggio Bustone, Posta, Pozzaglia Sabina (la sola frazione Pietraforte, appartenendo il capoluogo alla diocesi di Tivoli), Rieti, Rivodutri, Rocca Sinibalda, Torricella in Sabina (limitatamente alle frazioni Ornaro Alto, Ornaro Basso e Oliveto Sabino, poiché il capoluogo appartiene alla sede suburbicaria di Sabina-Poggio Mirteto) e Varco Sabino.
Sede vescovile è la città di Rieti, dove si trovano la cattedrale di Santa Maria Assunta e la basilica minore di Sant'Agostino. A Cittaducale sorge l'ex cattedrale di Santa Maria del Popolo.
Il territorio si estende su 1.818 km² ed è suddiviso in 94 parrocchie, raggruppate in 5 zone pastorali: Monti della Laga, Alta e Bassa Valle del Velino, Altopiano Leonessano; Cicolano - Valle del Salto; Rieti (città e dintorni); Montepiano Reatino; Alta Sabina - Colli Turanensi.

## Storia
Secondo la tradizione, il processo di cristianizzazione del territorio reatino fu avviato da san Prosdocimo nel I secolo. Tuttavia la diffusione e l'affermazione del cristianesimo nel reatino è datata al II/III secolo. La diocesi è documentata per la prima volta a partire dalla fine del V secolo con il vescovo Orso, che prese parte a Roma ai tre concili celebrati nei primi anni di pontificato di papa Simmaco nel 499, nel 501 e nel 502.
Il vescovo Catello fu destinatario di una lettera di papa Pelagio I nel 559. I Dialoghi di san Gregorio Magno menzionano altri due vescovi di Rieti, vissuti nella seconda metà del VI secolo, Albino e Probo. Il sarcofago di un vescovo Albino, forse il medesimo di Rieti, è stato trovato tra i ruderi dell'antica cattedrale di Forcona (Civita di Bagno), località dove il vescovo reatino potrebbe essersi rifugiato per sfuggire all'invasione dei Longobardi. Nel 598, su richiesta del diacono reatino Paolo, Crisanto, vescovo di Spoleto, fu incaricato da Gregorio Magno di deporre le reliquie dei martiri Ermas, Giacinto e Massimo nella cattedrale di Rieti, intitolata basilica beatae Mariae sempre Virginis genitricis Dei et Domini nostri Jesu Christi, nei pressi del fonte battesimale; è la più antica menzione della cattedrale della diocesi, che evidentemente a quell'epoca era vacante.
La cronotassi episcopale reatina riprende verso la metà del VII secolo con Gaudioso, che fu presente al concilio del 649 indetto da papa Martino I per condannare l'eresia monotelita. Molti vescovi dell'alto medioevo sono noti grazie al regesto farfense e ai documenti conservati nell'archivio capitolare della cattedrale di Rieti.
La diocesi era molto vasta e comprendeva, oltre alla valle e alla regione di Rieti, il Cicolano e, verso nord, il territorio di Cittareale. Fra XI e XII secolo entrò a far parte della diocesi anche il territorio dell'antica diocesi di Amiterno in Abruzzo, che ormai da secoli non aveva più vescovi. Nel 1182 papa Lucio III, così come avevano già fatto i suoi predecessori, sottopose la diocesi all'immediata soggezione della Santa Sede ed elencò tutti i possedimenti dipendenti direttamente dal vescovo di Rieti.
(G. Maceroni, La diocesi di Rieti nel difficile cammino della città basso-medievale, e San Francesco nella religiosità del tempo, in «San Francesco nella civiltà medievale con riferimento alla valle Reatina, al Cicolano e a Corvaro», Rieti, 1983, p. 31.)
Questa estensione territoriale fu di breve durata. Infatti con bolle pontificie del 22 dicembre 1256 e del 20 febbraio 1257, Alessandro IV eresse la diocesi dell'Aquila con il territorio della soppressa diocesi di Forcona e con una porzione del territorio della diocesi di Rieti, che perse così 150 chiese e buona parte della zona di Amiterno.
Il vescovo Benincasa dette avviò all'inizio del XII secolo alla ricostruzione dell'antica cattedrale; nel 1157 il vescovo Dodone consacrò la cripta, mentre il 9 settembre 1225 papa Onorio III consacrò solennemente la nuova cattedrale.
Secondo la Cronaca farfense, nel 735 era stata fondata l'abbazia di San Salvatore Maggiore, la quale, nel corso dei secoli successivi, crebbe in potere e prestigio, occupando diversi castelli e possedimenti all'interno della diocesi di Rieti. Inevitabili furono i conflitti di giurisdizione con i vescovi reatini, fino a che nel 1191 papa Celestino III confermò l'immediata soggezione alla Santa Sede del monastero benedettino e la sua esenzione dal vescovo di Rieti.
Tutto il XIII secolo fu un periodo di splendore e prosperità economica per la città di Rieti, che fu spesso eletta a sede papale: nell'arco di un secolo vi risiedettero i papi Innocenzo III (1198), Onorio III (nel 1219 e nel 1225), Gregorio IX (nel 1227, nel 1232 e nel 1234), Niccolò IV (tra il 1288 ed il 1289) e Bonifacio VIII (nel 1298). La presenza della curia nella città rese necessaria la costruzione del palazzo vescovile (o palazzo papale), edificato tra il 1283 e il 1288 a fianco del Duomo, e rese la cattedrale testimone di importanti avvenimenti storici: il 13 luglio 1234 papa Gregorio IX vi celebrò la messa di canonizzazione di san Domenico, fondatore dell'Ordine dei frati predicatori; il 29 maggio 1289 Carlo II d'Angiò venne qui incoronato Re di Puglia, di Sicilia e di Gerusalemme da papa Nicolò IV.
Il Duecento è ancora importante per Rieti e la sua valle per la presenza e l'azione di san Francesco d'Assisi, che vi si recò per curare il glaucoma da cui era affetto, ma soprattutto vi cercò ed ottenne l'approvazione della Regola composta nell'eremo di Fontecolombo. Altri luoghi francescani fondati dal santo sono Greccio, Poggio Bustone e La Foresta. A Rieti si volse nel 1232, alla presenza di Gregorio IX, il capitolo generale dei francescani, che portò all'elezione di frate Elia; e ancora nel 1289, alla presenza di papa Niccolò IV, già ministro generale dell'Ordine.
Il 24 gennaio 1502 la diocesi reatina cedette una porzione del suo territorio a vantaggio dell'erezione della diocesi di Cittaducale. Questa tuttavia fu soppressa per insistenza del cardinale amministratore Giovanni Colonna l'8 novembre 1505 e il territorio fu nuovamente reintegrato nella diocesi di Rieti. Dopo la morte del cardinale, la diocesi di Cittaducale fu ristabilita il 17 ottobre 1508, finché nel 1818 fu soppressa ed accorpata alla diocesi dell'Aquila.

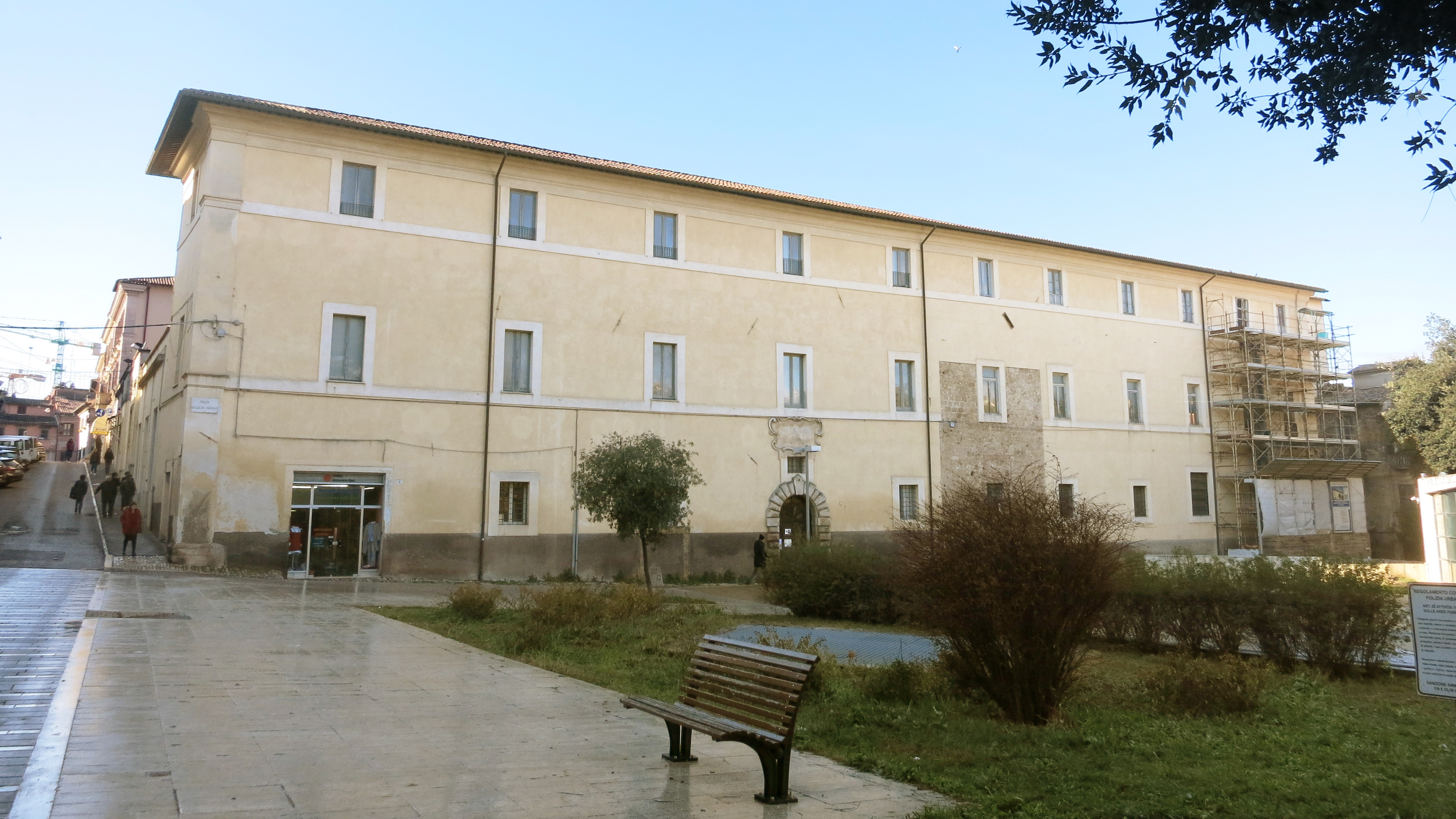
Il seminario diocesano di Rieti

Nella seconda metà del XVI secolo i vescovi si impegnarono per l'attuazione dei decreti di riforma del concilio di Trento. Tra questi si distinse in particolare il veneziano Marco Antonio Amulio, che nel 1564 istituì il seminario diocesano, inaugurato il 4 giugno nell'antica sede del podestà; lo stesso Amulio indisse due sinodi di riforma e fece una visita pastorale alla diocesi. La prassi sinodale fu continuata dai suoi successori per tutto il Seicento e la prima metà del Settecento.
Il 25 novembre 1841 in forza della bolla Studium quo impense afficimur di papa Gregorio XVI le abbazie territoriali di Farfa e di San Salvatore Maggiore furono soppresse e parte del loro territorio fu ceduto alla diocesi di Rieti, che acquisì i centri di Cenciara, Rocca Ranieri, Porcigliano, San Silvestro, San Martino, Concerviano, Offeio e Magnalardo, dietro cessione, alla nuova diocesi di Poggio Mirteto, di Torricella in Sabina.
Nel luglio del 1859 la giurisdizione della diocesi si estese su Leonessa, che era appartenuta all'arcidiocesi di Spoleto.
Il 3 giugno 1925 con la bolla In altis Sabinae montibus di papa Pio XI l'enclave in territorio reatino dell'antica abbazia territoriale di San Salvatore Maggiore passò dalla diocesi di Poggio Mirteto alla diocesi di Rieti, che estese così la sua giurisdizione sulle parrocchie degli abitati di Pratoianni, Vaccareccia, Longone, Vallecupola, Rocca Vittiana, Poggio Vittiano e Varco Sabino. Contestualmente ai vescovi pro tempore di Rieti venne assegnato il titolo abbaziale di San Salvatore Maggiore, che tuttora portano.
Tra il 25 ottobre 1965 e il 24 giugno 1976 la diocesi si ampliò ulteriormente grazie alla ridefinizione dei confini con le diocesi vicine: dalla diocesi di Ascoli Piceno ottenne i comuni di Amatrice e di Accumoli in provincia di Rieti; dall'arcidiocesi dell'Aquila fu ottenuto il territorio dell'antica diocesi di Cittaducale, ma contestualmente perse a favore della sede aquilana tutti i comuni in provincia dell'Aquila; dall'arcidiocesi di Spoleto, dalla diocesi di Norcia e dalla diocesi di Narni furono infine scorporate tutte le parrocchie in provincia di Rieti, che vennero annesse alla diocesi reatina.
Nel 1972 la diocesi è passata dalla regione ecclesiastica Umbria a quella del Lazio.
Nel 1984 un'ampia riorganizzazione territoriale della diocesi portò alla soppressione di 123 parrocchie su un totale di 217.

## Cronotassi dei vescovi
Si omettono i periodi di sede vacante non superiori ai 2 anni o non storicamente accertati.
- Orso † (prima del 499 - dopo il 502)[17]
- Catello † (menzionato nel 559)[18]
- Probo † (? - prima del 593/594 deceduto)[19]
- Albino † (? - prima del 593/594 deceduto)[4]
- Gaudioso † (menzionato nel 649)[20]
- Adriano † (menzionato nel 680)
- Teutone † (prima del 753 - dopo il 764)
- Guiberto I † (prima del 770 circa - maggio 773 deceduto)
- Isermondo I † (menzionato a giugno 773)
  - Agio † (menzionato a gennaio 776) (vescovo eletto)[21]
- Sinualdo † (menzionato a dicembre 777)
- Guiberto II † (menzionato a marzo 778)
- Pietro † (menzionato ad aprile 779)
- Guiberto III † (menzionato nel 780)
- Alefredo o Arnefredo † (documentato nel 782 e nel 794)
- Isermondo II † (prima dell'803 - dopo l'814)
  - Sede vacante
- Colo I † (852[22] - dopo l'861)
- Giovanni I † (menzionato nell'864)
- Teudardo † (prima dell'875 - dopo l'879)
- Riccardo † (menzionato nell'887)
- Colo II † (menzionato nel 922)[23]
- Tebroldo (Tebaldo) † (menzionato nel 945)
- Anastasio † (menzionato nel 948 e nel 955[24])
- Alberico † (menzionato nel 969)
- Eldebrando o Eldebaldo † (menzionato nel 975)
- Giovanni II † (menzionato nel 982)
- Oberto † (menzionato nel 995)
- Giocondo † (menzionato prima di maggio 1050)[25]
- Gerardo † (prima di maggio 1050 - dopo il 1059)[26]
- Rainerio I † (prima del 1074 - dopo il 1084)[25]
- Benincasa o Bonincasa † (prima del 1109 - dopo settembre 1113)[25]
- Teuzo † (menzionato nel 1114 e nel 1118)
- Colo III † (menzionato nel 1122)
- Giovanni III † (menzionato nel 1129)[27]
- Gentile † (menzionato nel 1133)[28]
- Dodone, O.Cist. † (1137 - dopo febbraio 1181 deceduto)[29]
- Settimio Quarini ? † (1181)
- Benedetto † (prima del 17 aprile 1182[30] - dopo il 1185)
- Adenolfo Secenari † (prima del 1188 - dopo settembre 1212[31])
- Gentile da Preturo † (menzionato a marzo 1213)[31]
- Rainaldo I, O.S.B. † (prima del 1215 - dopo ottobre 1226[32])
- Odone † (menzionato nel 1227 circa)
- Rainerio II † (menzionato nel 1233)
- Giovanni IV † (menzionato nel 1236 e nel 1238)[33]
- Rainerio III † (menzionato nel 1249)
- Rainaldo II, O.F.M. † (1249 - 1250 dimesso)
- Tommaso I † (7 febbraio 1252[34] - dopo il 1262[35])
- Gottifredo † (23 agosto 1265 - 1275 deceduto)
  - Sede vacante (1275-1278)
- Pietro Gerra † (2 agosto 1278 - 22 luglio 1286 nominato arcivescovo di Monreale)
- Andrea † (27 luglio 1286 - dopo il 1292)
- Niccolò, O.Cist. † (? - 1296 dimesso)
- Berardo di Poggio † (4 febbraio 1296 - 1299 deceduto)
- Giacomo Pagani † (26 agosto 1299 - 1301 deposto)
- Angelo, O.F.M. † (8 giugno 1302 - luglio 1302 deceduto)
- Giovanni Muti Papazzurri † (3 agosto 1302 - 1339 deceduto)[36]
- Tommaso II † (7 dicembre 1339 - 1342 deceduto)
- Raimondo de Chameyrac † (5 agosto 1342 - 6 marzo 1346 nominato vescovo di Orvieto)
- Biagio da Leonessa, O.F.M. † (24 ottobre 1347 - 20 aprile 1378 deceduto)
- Bartolomeo Mezzavacca † (1378 - 1380 dimesso)
- Ludovico degli Alfani † (23 luglio 1380 - 9 febbraio 1397 deceduto)
- Ludovico Teodonari † (4 settembre 1397 - 1436 deceduto)
  - Giovanni † (1436 - 1438 deceduto) (amministratore apostolico)
- Mattia Foschi † (10 marzo 1438 - 1450 deceduto)
- Angelo Capranica † (25 settembre 1450 - 1468 dimesso)
- Domenico Camisati † (27 febbraio 1469 - 1475 nominato vescovo di Cesena)
- Fazio Gallerani † (1475 - 27 novembre 1477 nominato vescovo di Ascoli Satriano)
- Angelo Capranica † (1477 - 3 luglio 1478 deceduto) (per la seconda volta)
  - Giovanni Colonna † (10 novembre 1480 - 28 settembre 1508 deceduto) (amministratore apostolico)
- Pompeo Colonna † (6 ottobre 1508 - 14 marzo 1514 dimesso)
- Scipione Colonna † (14 marzo 1514 - 1528 deceduto)
- Pompeo Colonna † (1528 - 27 agosto 1529 dimesso) (per la seconda volta)
- Mario Aligeri † (27 agosto 1529 - 6 ottobre 1555 deceduto)
- Giovanni Battista Osio † (23 ottobre 1555 - 12 novembre 1562 deceduto)
- Marco Antonio Amulio † (23 novembre 1562 - 17 marzo 1572 deceduto)
- Mariano Vittori † (2 giugno 1572 - 29 giugno 1572 deceduto)
- Alfonso Maria Binarini † (18 luglio 1572 - 30 agosto 1574 nominato vescovo di Camerino)
- Costantino Barzellini, O.F.M.Conv. † (30 agosto 1574 - 9 aprile 1584 nominato vescovo di Foligno)
- Giulio Cesare Segni † (27 agosto 1584 - 16 giugno 1603 dimesso)
- Giovanni Desideri † (16 giugno 1603 - 1604 deceduto)
- Gaspare Pasquali, O.F.M.Conv. † (31 maggio 1604 - 13 giugno 1612 deceduto)
- Pier Paolo Crescenzi † (4 luglio 1612 - 17 marzo 1621 nominato vescovo di Orvieto)
- Giovanni Battista Toschi † (29 marzo 1621 - 13 dicembre 1633 deceduto)
- Gregorio Naro † (6 febbraio 1634 - 7 agosto 1634 deceduto)
- Gianfrancesco Guidi di Bagno † (16 aprile 1635 - 28 febbraio 1639 dimesso)
- Giorgio Bolognetti † (28 febbraio 1639 - 1660 dimesso)
- Odoardo Vecchiarelli † (5 maggio 1660 - 31 luglio 1667 deceduto)
  - Giulio Gabrielli † (12 marzo 1668 - 2 agosto 1670 dimesso) (amministratore apostolico)
- Ippolito Vicentini † (22 dicembre 1670 - 20 giugno 1702 deceduto)
  - Sede vacante (1702-1707)
- Francesco Maria Antonio degli Abbati † (8 giugno 1707 - 21 luglio 1710 nominato vescovo di Carpentras)
- Bernardino Guinigi † (1º giugno 1711 - 20 dicembre 1723 nominato vescovo di Lucca)
- Antonino Serafino Camarda, O.P. † (12 giugno 1724 - 24 maggio 1754 deceduto)
- Gaetano Cimeli † (16 dicembre 1754 - 24 febbraio 1761 deceduto)
- Girolamo Clarelli † (6 aprile 1761 - 18 giugno 1764 deceduto)
- Giovanni de Vita † (26 novembre 1764 - 1º aprile 1774 deceduto)
- Vincenzo Ferretti † (17 luglio 1775 - 20 settembre 1779 nominato vescovo di Rimini)
- Saverio Marini † (20 settembre 1779 - 6 gennaio 1812 deceduto)
- Carlo Fioravanti † (26 settembre 1814 - 13 luglio 1818 deceduto)
- Francesco Saverio (François-Xavier) Pereira † (2 ottobre 1818 - 2 febbraio 1824 deceduto)
- Timoteo Maria Ascensi, O.C.D. † (24 maggio 1824 - 24 aprile 1827 dimesso[37])
- Gabriele Ferretti † (21 maggio 1827 - 22 luglio 1833 nominato nunzio apostolico in Sicilia[38])
- Benedetto Cappelletti † (29 luglio 1833 - 15 maggio 1834 deceduto)
- Filippo Curoli † (30 settembre 1834 - 26 gennaio 1849 deceduto)
- Gaetano Carletti † (28 settembre 1849 - 26 luglio 1867 deceduto)
  - Sede vacante (1867-1871)
- Egidio Mauri, O.P. † (22 dicembre 1871 - 1º giugno 1888 nominato vescovo di Osimo e Cingoli)
- Carlo Bertuzzi † (11 febbraio 1889 - 18 marzo 1895 nominato vescovo di Foligno)
- Bonaventura Quintarelli † (18 marzo 1895 - 31 ottobre 1915 deceduto)
- Tranquillo Guarneri † (9 dicembre 1915 - 16 giugno 1916 dimesso[39])
- Francesco Sidoli † (20 giugno 1916 - 24 marzo 1924 nominato arcivescovo di Genova)
- Massimo Rinaldi, C.S. † (2 agosto 1924 - 31 maggio 1941 deceduto)
- Benigno Luciano Migliorini, O.F.M. † (19 luglio 1941 - 13 marzo 1951 nominato arcivescovo di Lanciano e Ortona)
- Raffaele Baratta † (18 aprile 1951 - 17 dicembre 1959 nominato arcivescovo di Perugia)
- Nicola Cavanna † (20 gennaio 1960 - 21 giugno 1971 nominato vescovo coadiutore di Asti[40])
- Dino Trabalzini † (28 giugno 1971 - 18 marzo 1980 nominato arcivescovo di Cosenza e Bisignano)
- Francesco Amadio † (14 maggio 1980 - 30 settembre 1989 ritirato)
- Giuseppe Molinari (30 settembre 1989 - 16 marzo 1996 nominato arcivescovo coadiutore dell'Aquila)
- Delio Lucarelli † (30 novembre 1996 - 15 maggio 2015 ritirato)
- Domenico Pompili (15 maggio 2015 - 2 luglio 2022 nominato vescovo di Verona)[41]
- Vito Piccinonna, dal 18 novembre 2022

## Statistiche
La diocesi nel 2022 su una popolazione di 94.700 persone contava 89.600 battezzati, corrispondenti al 94,6% del totale.
| anno | popolazione | popolazione | popolazione | presbiteri | presbiteri | presbiteri | presbiteri                | diaconi | religiosi | religiosi | parrocchie |
| anno | battezzati  | totale      | %           | numero     | secolari   | regolari   | battezzati per presbitero | diaconi | uomini    | donne     | parrocchie |
| ---- | ----------- | ----------- | ----------- | ---------- | ---------- | ---------- | ------------------------- | ------- | --------- | --------- | ---------- |
| 1950 | 125.000     | 125.000     | 100,0       | 190        | 155        | 35         | 657                       |         | 45        | 190       | 172        |
| 1970 | 111.410     | 111.560     | 99,9        | 159        | 134        | 25         | 700                       |         | 25        | 365       | 202        |
| 1980 | 98.000      | 99.350      | 98,6        | 148        | 116        | 32         | 662                       | 1       | 44        | 375       | 217        |
| 1990 | 87.000      | 94.670      | 91,9        | 104        | 79         | 25         | 836                       | 2       | 27        | 255       | 94         |
| 1999 | 90.600      | 98.850      | 91,7        | 105        | 83         | 22         | 862                       | 2       | 22        | 220       | 94         |
| 2000 | 91.500      | 99.200      | 92,2        | 104        | 82         | 22         | 879                       | 2       | 22        | 220       | 94         |
| 2001 | 91.500      | 99.200      | 92,2        | 104        | 82         | 22         | 879                       | 2       | 22        | 220       | 94         |
| 2002 | 91.500      | 99.200      | 92,2        | 105        | 73         | 32         | 871                       | 3       | 33        | 218       | 94         |
| 2003 | 93.000      | 99.000      | 93,9        | 105        | 73         | 32         | 885                       | 3       | 33        | 215       | 93         |
| 2004 | 93.000      | 99.000      | 93,9        | 103        | 72         | 31         | 902                       | 3       | 32        | 214       | 94         |
| 2010 | 93.011      | 99.095      | 93,9        | 110        | 88         | 22         | 845                       | 15      | 26        | 201       | 94         |
| 2014 | 93.003      | 99.046      | 93,9        | 93         | 74         | 19         | 1.000                     | 15      | 24        | 203       | 94         |
| 2017 | 90.644      | 95.666      | 94,8        | 92         | 70         | 22         | 985                       | 17      | 24        | 161       | 94         |
| 2020 | 88.205      | 93.323      | 94,5        | 87         | 60         | 27         | 1.013                     | 16      | 30        | 131       | 94         |
| 2022 | 89.600      | 94.700      | 94,6        | 89         | 63         | 26         | 1.006                     | 16      | 29        | 134       | 94         |